# Francesco Gianotti

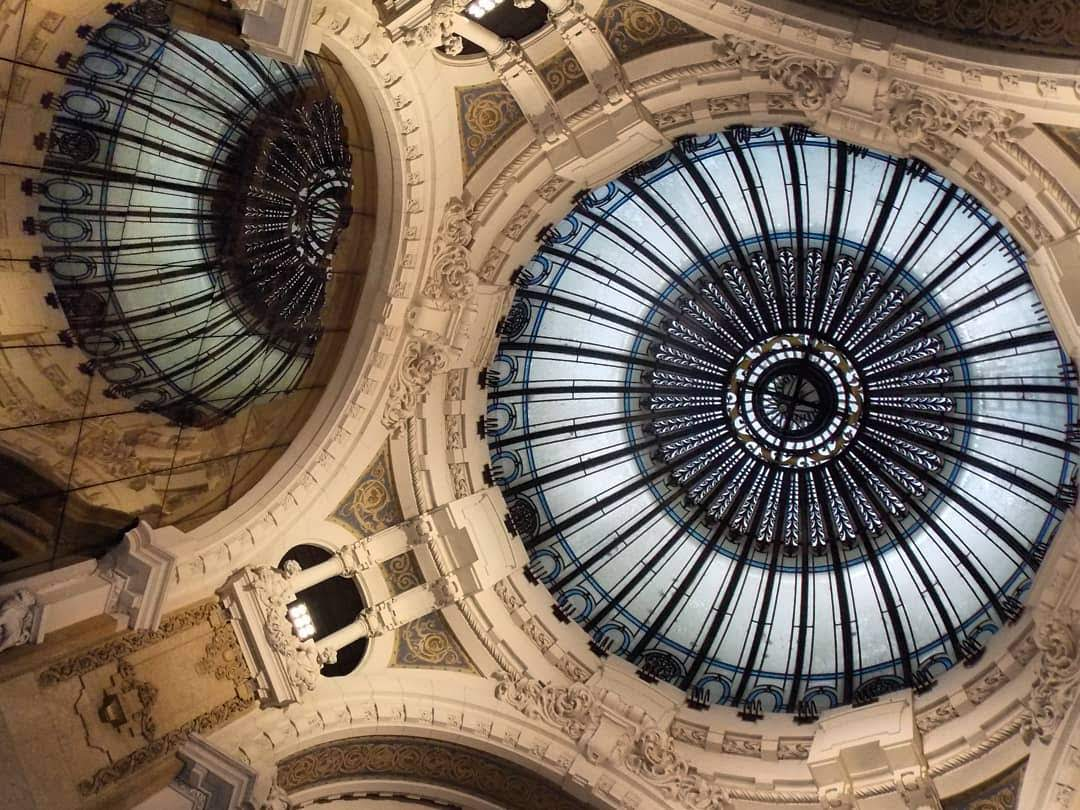
La cupola della Galleria Güemes (interno)

Francesco Gianotti (Lanzo Torinese, 4 aprile 1881 – Buenos Aires, 13 febbraio 1967) è stato un architetto italiano naturalizzato argentino.

## Biografia

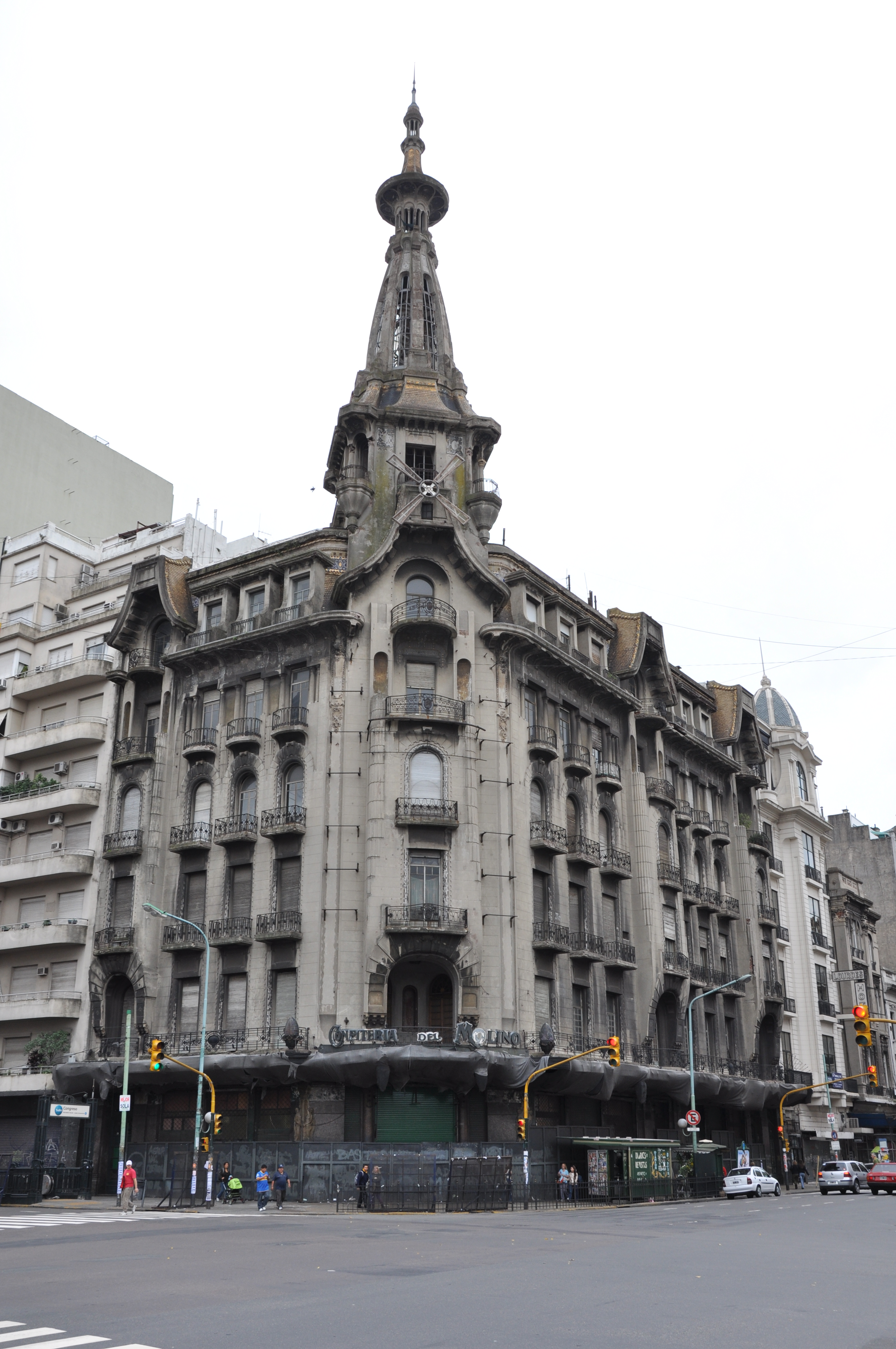
La Confitería del Molino

Diplomatosi all'Accademia Albertina di Torino nel 1904, allievo di Alfredo Melani, collaborò per i primi concorsi con il fratello Giovanni Battista, anch'egli diplomato alla medesima accademia.
Nel 1909 si trasferì a Buenos Aires, dove si occupò insieme a Mario Palanti del padiglione italiano all'Esposizione internazionale del 1910. L'anno successivo aprì il proprio studio, e con Palanti e Virginio Colombo iniziò a realizzare edifici in stile Art Nouveau per la borghesia argentina. Tra le sue opere maggiori si ricordano la Galleria Güemes (1913-1915) e la Confitería del Molino (1916).
A partire dal 1918 il suo stile si spostò verso un eclettismo tra neoclassicismo e revival moreschi, riscontrabile in edifici come la sede del giornale El Mundo (1925), il palazzo Italia-America della Compañía de Navegación Italia-América (1927), e il palazzo Schaffhausen (1932).